# 山下育人
山下育人（1965年—）是一位日本漫画家、设计师。

## 生平
1965年出生于日本岐阜县。后毕业于名古屋艺术大学美術学部。漫画代表作有《Dark Whisper》。动画《新世纪福音战士》和《戰鬥妖精雪風》中担当機械設計。機械描写的创新性以及設計风格在海外也得到很高的评价。《戰鬥妖精雪風》最終話亦担当演出・脚本。《新世纪福音战士》以外的GAINAX作品(庵野秀明导演作品)，也有参加《飛越巔峰》《冒險少女娜汀亞》的機械設計。
同人組織「BLUE AND PURPLE」的主辦人、發行設定資料集、画集等。

## 参加作品

### 动画
- 飛越巔峰 （1988 - 1989） 機械設計(5&6話)
- 冒險少女娜汀亞 （1990 - 1991） 機械設計
- 新世纪福音战士 （1995 - 1996） 機械設計
  - 新世紀福音戰士劇場版：死與新生 （1997） 機械設計、EVA概念设计
  - 新世紀福音戰士劇場版：Air/真心為你 （1997） 機械設計、EVA概念设计
- 青之6号 （1998 - 2000） 機械設計
- 戰鬥妖精雪風 （2002 - 2005） 機械設計、脚本(5話)
  - 戰鬥妖精少女 （2005） 角色原案
- 機神大戰 （2007） 機械設計
- 福音戰士新劇場版系列
  - 福音戰士新劇場版：序 （2007） 主・機械設計
  - 福音戰士新劇場版：破 （2009） 主・機械設計
  - 福音戰士新劇場版：Q （2012） 主・機械設計、印象板
  - 福音戰士新劇場版：終 （2021） 主・機械設計
- 日本動畫人展覽會 「偶像戰域」（2015） 原案、監督、脚本、印象板、角色&機械設計、分鏡、原画
- 機動戰士Gundam GQuuuuuuX（2025） 機械設計

### 小説
- EVANGELION ANIMA （2008 - 2013） 製作總指揮、機械設計、插画、著者

### 漫画
- Dark Whisper（1990 - ）
- 風の住処 (2008 - ）

### 其他
- 準天頂衛星系統「みちびき」2〜4号機Mission Logo（2017） 概念设计
- 新超人力霸王（2022） 概念设计